# Effetto Hawthorne
Con effetto Hawthorne si indica l'insieme delle variazioni di un fenomeno, o di un comportamento, che si verificano per effetto della presenza di osservatori, ma che non durano nel tempo.
Il fenomeno fu spiegato per la prima volta nel 1927 dai sociologi Elton Mayo e Fritz J. Roethlisberger durante una ricerca su una possibile relazione tra ambiente di lavoro e produttività dei lavoratori. I due sociologi avevano condotto una serie di esperimenti per quantificare la produzione in relazione all'efficienza presso lo stabilimento Hawthorne della Western Electric di Cicero Illinois, Chicago. 
Da questi esperimenti Mayo evinse che la produttività è strettamente legata all'atteggiamento nei confronti del lavoro e che la possibilità di comunicare all'altro i propri sentimenti e la possibilità di essere ascoltati e compresi erano fondamentali ai fini della produttività e della crescita della motivazione nel lavoro.
In seguito a una ricerca compiuta alla Hawthorne Works, stabilimento della Western Electric presso Chicago, i ricercatori si resero conto che, dopo alcuni anni trascorsi in fabbrica, le dattilografe e le operaie producevano di più non per le variazioni apportate alle condizioni di lavoro (illuminazione, durata delle pause e delle giornate lavorative, retribuzione ecc..) ma perché si rendevano conto di essere oggetto di attenzione: a far cambiare i livelli di produttività erano fattori di ordine psicologico e non sociologico. Secondo Roethlisberger e Dickson, l'interesse scientifico dimostrato dai ricercatori aveva effetti molto positivi sul morale e sul livello di autostima delle lavoratrici partecipanti agli esperimenti: gli osservatori avevano il compito di creare e mantenere un clima amichevole, che le stesse lavoratrici consideravano migliore di quello che instauravano i loro supervisori; le lavoratrici erano compiaciute di essere state scelte fra le altre, oltre ad essere "contente di godere di una maggiore libertà, del fatto che venisse chiesto il loro parere, di non doversi limitare a eseguire gli ordini ricevuti, e del fatto che l'osservatore le sorvegliasse molto meno di quanto faceva il loro capo, tanto che avrebbero preferito continuare a lavorare nella condizione sperimentale".
Sembra plausibile, però, che le lavoratrici producessero di più, indipendentemente dalle condizioni del reparto, per paura che il loro comportamento venisse riportato dagli osservatori al datore di lavoro.
Questi risultati sono importanti per gli psicologi sperimentali, in quanto è possibile che il comportamento dei soggetti cambi per il solo fatto di partecipare a una ricerca. L'unico modo per evitarlo sarebbe non informare gli individui della loro partecipazione all'esperimento, cosa espressamente vietata dai codici etici sulla sperimentazione umana.